# Concong Luar
Concong Luar is een bestuurslaag in het regentschap Indragiri Hilir van de provincie Riau, Indonesië. Concong Luar telt 3222 inwoners (volkstelling 2010).